# Борашиці-Великі
Борашиці-Великі (пол. Boraszyce Wielkie) — село в Польщі, у гміні Вінсько Воловського повіту Нижньосілезького воєводства.
Населення — 97 осіб (2011).
У 1975-1998 роках село належало до Вроцлавського воєводства.

## Демографія
Демографічна структура станом на 31 березня 2011 року:
|          | Загалом | Допрацездатний вік | Працездатний вік | Постпрацездатний вік |
| -------- | ------- | ------------------ | ---------------- | -------------------- |
| Чоловіки | 44      | 10                 | 28               | 6                    |
| Жінки    | 53      | 12                 | 28               | 13                   |
| Разом    | 97      | 22                 | 56               | 19                   |